# Mackay Davashe
Makwenkwe «Mackay» Davashe (East London, 1920-Soweto, 1972) fue un músico sudafricano. Alcanzó el éxito como saxofonista y compositor con los Manhattan Brothers y más tarde con The Jazz Epistles.

## Biografía
Davashe nació en 1920 en la ciudad sudafricana de East London. Tocó la flauta irlandesa en su juventud antes de cambiar al saxofón. Hizo una gira con varios músicos mayores, incluidos Jazz Maniacs, una de las mejores orquestas sudafricanas, a mediados de la década de 1940, y en 1952 varias bandas en la región de Johannesburgo intentaron hacer una versión de «Majuba», una canción que escribió. Ese año, la revista Drum escribió que las «interpretaciones de temas africanos de Davashe son las mejores que hemos tenido hasta ahora». En 1950 dirigía un grupo llamado Shantytown Sextet, en el que tocaba Kippie Moeketsi. El estilo de Davashe en ese momento fue descrito como similar al del saxofonista tenor Coleman Hawkins. A mediados de la década de 1950, Davashe había desarrollado un interés en el bebop y comenzó a colaborar con Dollar Brand (más tarde conocido como Abdullah Ibrahim). El dúo formó The Jazz Epistles, junto con Moeketsi, el trombonista Jonas Gwangwa y el trompetista Hugh Masekela. El académico Christopher Merz los describe como convirtiéndose rápidamente en el «grupo de jazz más respetado del país», y permaneció así hasta que Brand se exilió en 1962.
En la década de 1950, un grupo musical que dirigía fue seleccionado por los Manhattan Brothers como banda de apoyo. Se describió que Davashe tuvo una influencia considerable en el sonido de los Manhattan Brothers como compositor al traer influencias africanas. 'General' Duze, guitarrista de los Manhattan Brothers, declaró en 1987 que la banda desarrolló un sonido único, en lugar de imitativo, durante el mandato de Davashe. Miriam Makeba y los Manhattan Brothers grabaron «Lakutshona Ilanga» de Davashe en 1956. La popularidad de la canción provocó solicitudes de una versión en inglés y, en 1956, Gallotone Records lanzó «Lovely Lies», el primer éxito en solitario de Makeba y su primera grabación en inglés. En la versión en inglés, la letra en xhosa sobre un hombre que busca a su amada en cárceles y hospitales fue reemplazada por la línea inocua y sin relación You tell such lovely lies with your two lovely eyes («Dices mentiras tan hermosas con tus dos ojos encantadores»). «Lovely Lies» se convirtió en el primer disco sudafricano en figurar en el Billboard Hot 100 de los Estados Unidos. Davashe ayudó a escribir canciones para King Kong, un musical de jazz de 1959.
En la década de 1960, Davashe dirigió un grupo llamado Jazz Dazzlers, con el que también trabajó Moeketsi. El grupo ganó el «primer premio en la categoría de jazz» en el Festival de Jazz de Cold Castle en 1962, que había sido ganado el año anterior por Jazz Epistles. Davashe murió en 1972 en Soweto debido a un derrame cerebral.